# Das Haus in der Karpfengasse
Pour plus de détails, voir Fiche technique et Distribution.
Das Haus in der Karpfengasse (littéralement « La maison sur la Karpfengasse )» est un film allemand réalisé par Kurt Hoffmann, sorti en 1965.

## Synopsis
La vie de résidents juifs d'une pension de famille durant l'occupation de la Tchécoslovaquie par l'Allemagne nazie.

## Fiche technique
- Titre : Das Haus in der Karpfengasse
- Réalisation : Kurt Hoffmann
- Scénario : Gerd Angermann d'après le roman de M. Y. Ben-Gavriel
- Musique : Zdeněk Liška
- Photographie : Josef Illík
- Montage : Dagmar Hirtz
- Production : Heinz Angermeyer
- Société de production : Filmaufbau, Independent Film et MFL Filmgesellschaft
- Pays :  Allemagne de l'Ouest
- Genre : Drame
- Durée : 110 minutes
- Dates de sortie : 
  -  Allemagne de l'Ouest : 12 mars 1965

## Distribution
- Edith Schultze-Westrum : Alte Kauders
- František Filipovský : Alter Kauders
- Ladislav Kríz : Emil Kauders
- Wolfgang Kieling : Karl Marek
- Rosl Schäfer (de) : Olga Marek
- Helmut Schmid : Leutnant Slezak
- Walter Taub (de) : Salomon Laufer
- Hana Vítová : Mali Laufer
- Peter Herrmann : Ernst Laufer
- Tamara Kafková : Frieda Laufer
- Martin Gregor (cs) : Marcel Lederer
- Margrit Weiler (de) : Bertha Lederer
- Walter Buschhoff : Krauthammer
- Jiří Holý (en) : Klossmann
- Rudolf Hrušínský : Karl Glaser
- Karl-Otto Alberty : Leopold Glaser
- Ludmila Pesková : Anna Krummbein
- Václav Voska (en) : Leo Mautner
- Eva Maria Meineke : Lilly Mautner
- Jana Brejchová : Bozena
- Ivan Mistrík (en) : Milan Schramek
- Berno von Cramm (de) : Behrend
- Jan Tříska : Kowlorat

## Distinctions
Le film a été nommé pour six Deutscher Filmpreis et en a remporté cinq : Meilleur film, Meilleure actrice pour Jana Brejchová, Meilleure réalisation, Meilleur scénario et Meilleure musique.